# Mike Sillinger
Michael Sillinger, född 29 juni 1971 i Regina, Saskatchewan, är en kanadensisk före detta professionell ishockeyspelare som spelade 17 säsonger i NHL. Han draftades av Detroit Red Wings i första rundan som elfte spelare totalt i 1989 års NHL-draft.
Under sina sjutton NHL-säsonger har han spelat 1049 NHL-matcher, för tolv olika lag (rekord i NHL). Han har spelat för Detroit Red Wings, Anaheim Ducks, Vancouver Canucks, Philadelphia Flyers, Tampa Bay Lightning, Florida Panthers, Ottawa Senators, Columbus Blue Jackets, Phoenix Coyotes, St. Louis Blues, Nashville Predators och New York Islanders. Under NHL-karriären blev Sillinger trejdad tio gånger, även det rekord i ligan.
Sillinger har även representerat Kanada vid två tillfällen, en gång som junior vid JVM 1989, och den sista gången som senior i VM 1999 som spelades i Norge.
Den 1 november 2008 spelade Sillinger sin tusende NHL-match. Därmed anslöt han sig till den grupp av 212 NHL-spelare som tidigare stått för samma bedrift.
Den 26 augusti 2009 beslutade han sig för att lägga av med hockeyn.
Han är far till Cole Sillinger och Owen Sillinger.